# Municipio de Vesta (Dakota del Norte)
El municipio de Vesta (en inglés: Vesta Township) es un municipio ubicado en el condado de Walsh en el estado estadounidense de Dakota del Norte. En el año 2010 tenía una población de 31 habitantes y una densidad poblacional de 0,33 personas por km².

## Geografía
El municipio de Vesta se encuentra ubicado en las coordenadas 48°24′35″N 97°58′55″O / 48.40972, -97.98194. Según la Oficina del Censo de los Estados Unidos, el municipio tiene una superficie total de 93.34 km², de la cual 92,88 km² corresponden a tierra firme y (0,49 %) 0,46 km² es agua.

## Demografía
Según el censo de 2010, había 31 personas residiendo en el municipio de Vesta. La densidad de población era de 0,33 hab./km². De los 31 habitantes, el municipio de Vesta estaba compuesto por el 96,77 % blancos, el 3,23 % eran de otras razas. Del total de la población el 3,23 % eran hispanos o latinos de cualquier raza.